# Dupjačani
Dupjačani (makedonska: Дупјачани) är en ort i Nordmakedonien. Den ligger i kommunen Dolneni, i den centrala delen av landet, 60 kilometer söder om huvudstaden Skopje. Dupjačani ligger 654 meter över havet och antalet invånare är 179.